# Holger sacht nix
Holger sacht nix ist eine deutsche Filmkomödie von Thomas Durchschlag mit Tilo Prückner in der Titelrolle aus dem Jahr 2011, die im Auftrag für Das Erste produziert wurde.

## Handlung
Olga kehrt in ihre Heimat zurück, um wieder bei ihren Eltern zu sein. Einst verließ sie ihre gewohnte Umgebung, weil sie nicht den elterlichen Bauernhof übernehmen wollte, den jetzt ihr damaliger Verlobter Nico besitzt. Während sich Olgas Mutter Lilo freut, ihre Tochter und ihren Enkel Theo bei sich zu haben, sagt Holger die ganze Zeit gar nichts und begegnet seiner Tochter mit Reserviertheit. Er findet heraus, dass seine Tochter obdachlos und verschuldet ist. Nur weil das Jugendamt die Bestätigung eines festen Wohnsitzes von Olga benötigt, kehrte sie zu ihren Eltern zurück. In der Heimat freundet sie sich wieder mit ihrem Ex-Verlobten an, der inzwischen mit ihrer Freundin Anne frisch verlobt ist. Auch ihr ehemaliger Schulkamerad und jetziger evangelische Dorfpfarrer Sören hat ein Auge auf Olga geworfen.
Holger hatte den Hof an Nico verkauft, der versprochen hatte, ihn in dessen Sinne weiterzuführen. Stattdessen verkauft er die Felder als Bauland. Holgers Enkel Theo entdeckt dort eine bedrohte Vogelart, woraufhin die Baugenehmigungen widerrufen werden und Holger den Hof zurückkaufen kann.

## Hintergrund
Holger sacht nix wurde vom 18. April 2011 bis zum 25. Mai 2011 gedreht. Produziert wurde der Film von Elsani Film.

## Kritik
Die Kritiker der Fernsehzeitschrift TV Spielfilm zeigten bei ihrer Wertung von Holger sacht nix mit dem Daumen nach oben. Sie lobten: „Ohne die sonst genreübliche Klebrigkeit variieren Drehbuch und Regie mit Charme und Leichtigkeit bekannte Klischees.“ Dazu schrieben sie auf den Filmtitel beziehend: „Wir sagen: Wer die ruhige Tour mag…“.